# Menkaoera
Menkaoera (Mykerinos) was de zesde koning (farao) van de 4e dynastie. Hij regeerde volgens de Turijnse koningslijst 28 jaar, Manetho geeft hem 63 jaar. Hij is de zoon van Chafra (Chefren) en de kleinzoon van Choefoe (Cheops).

## Biografie
De koning bouwde de derde grote piramide in Gizeh. Meer is over hem niet bekend. De dodentempel van Menkaoera werd voltooid door zijn opvolger Sjepseskaf. Hij werd dan ook aanbeden na zijn dood tot aan de tijd van Pepi II (6e dynastie).
Bij de ingang van zijn piramide is er een stele waarop staat dat de koning deze piramide heeft gebouwd, daarnaast staat er ook bij wanneer de koning overleed. Waarschijnlijk dateert deze stele uit de tijd van Ramses II.
Herodotus vermeldt hoe een orakel voorspelde dat de koning nog zes jaar te leven had. De koning stortte zich op de wijn (bier was voor arbeiders) en leefde nog 18 jaar. Verder is bekend dat de dochter van de koning zelfmoord pleegde en niemand weet waarom.

## Bouwwerken

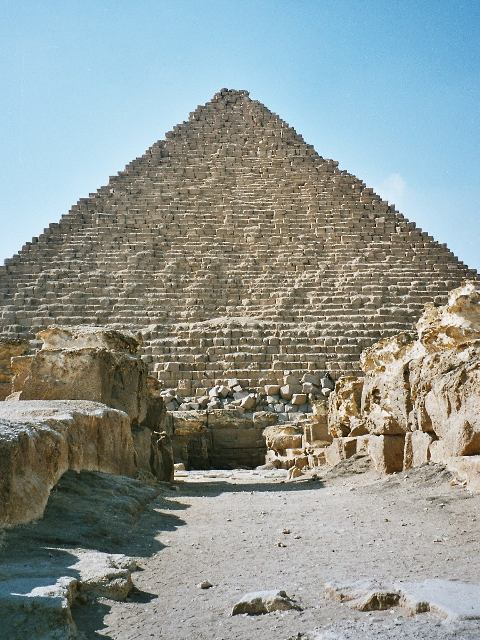
Piramide van Mycerinus te Gizeh

## Galerij

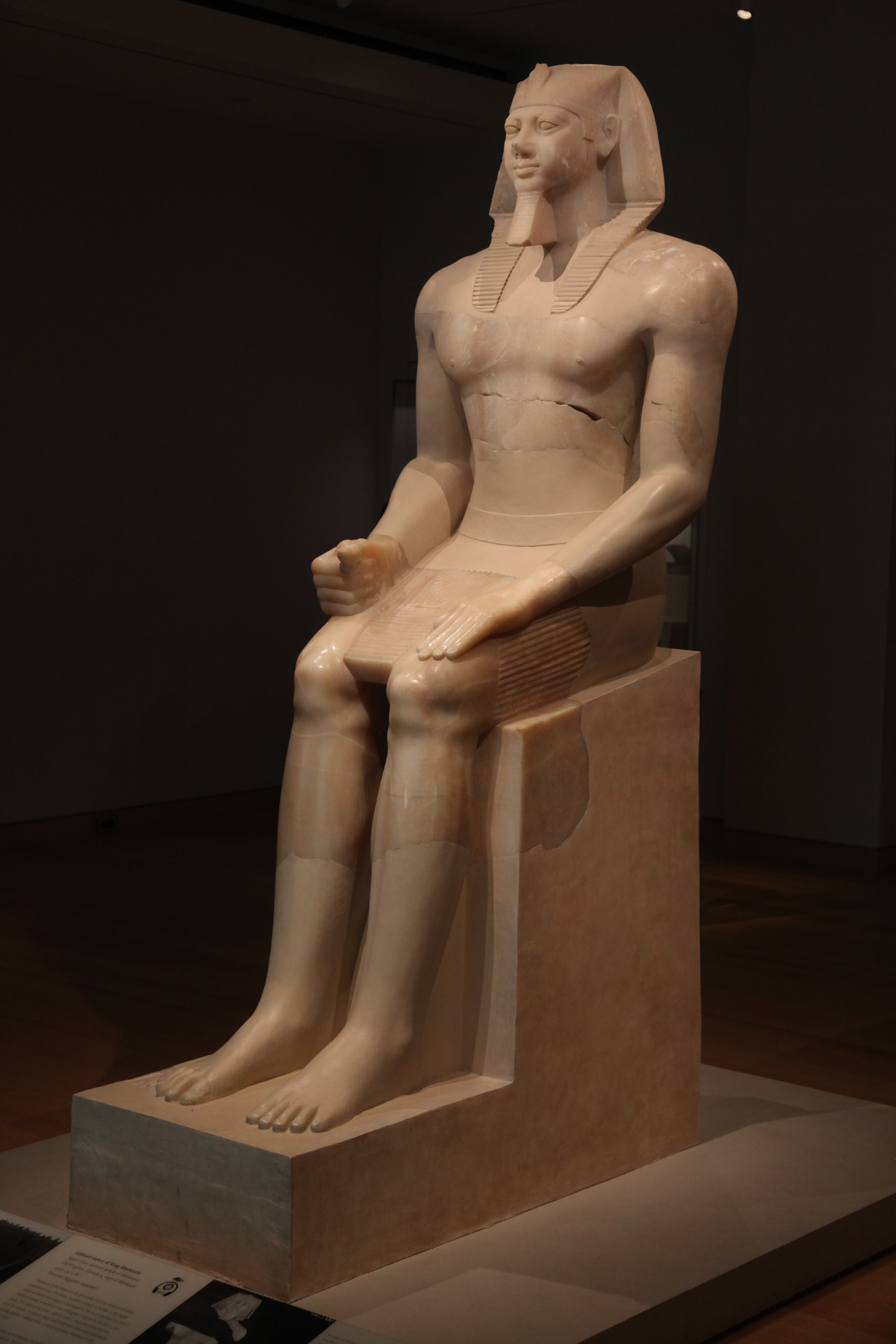
Beeld van farao Menkaoera (ca. 2548-2530 v. Chr.) MFA Boston
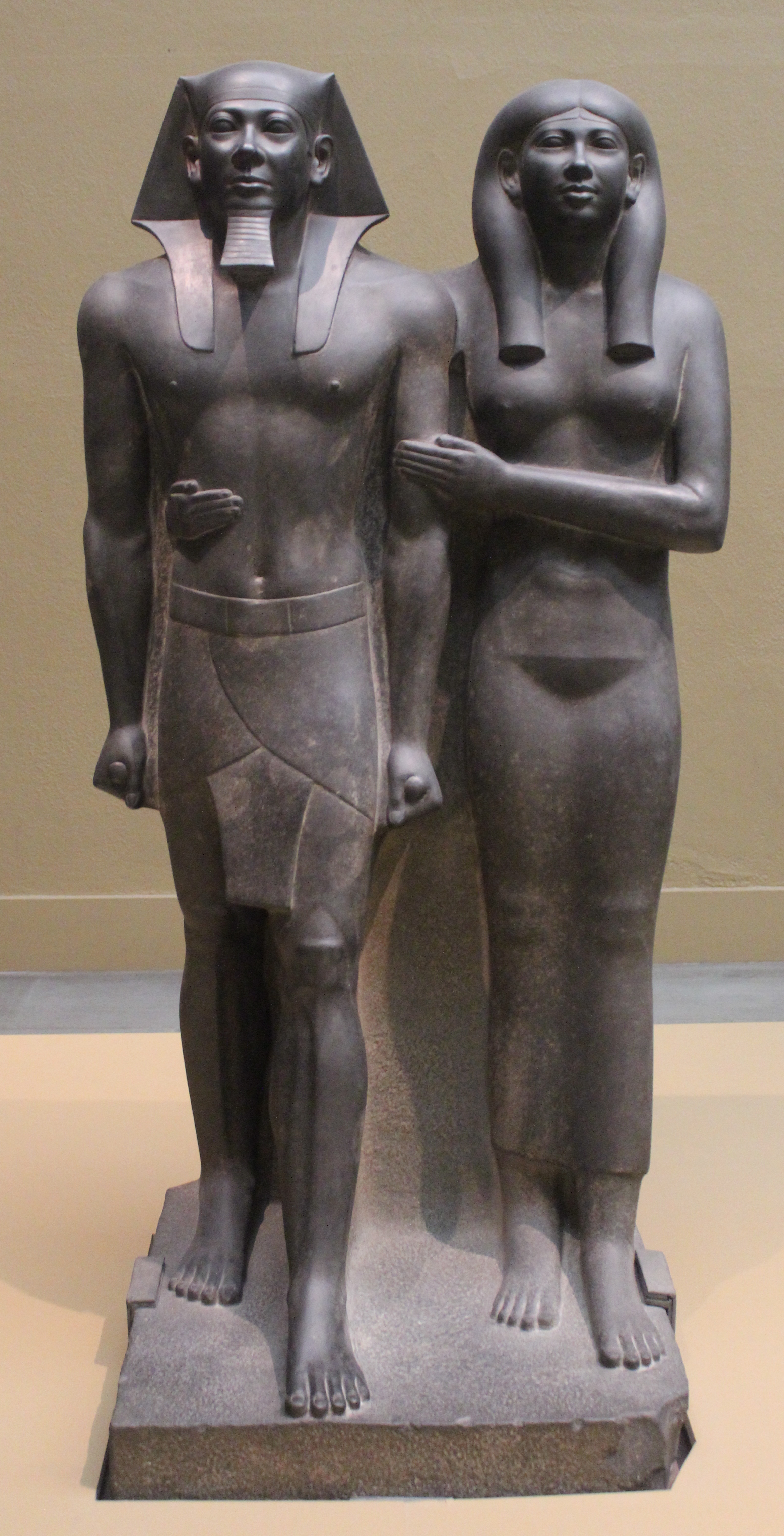
Beeld van farao Menkaoera en zijn echtgenote Khamerernebti MFA Boston
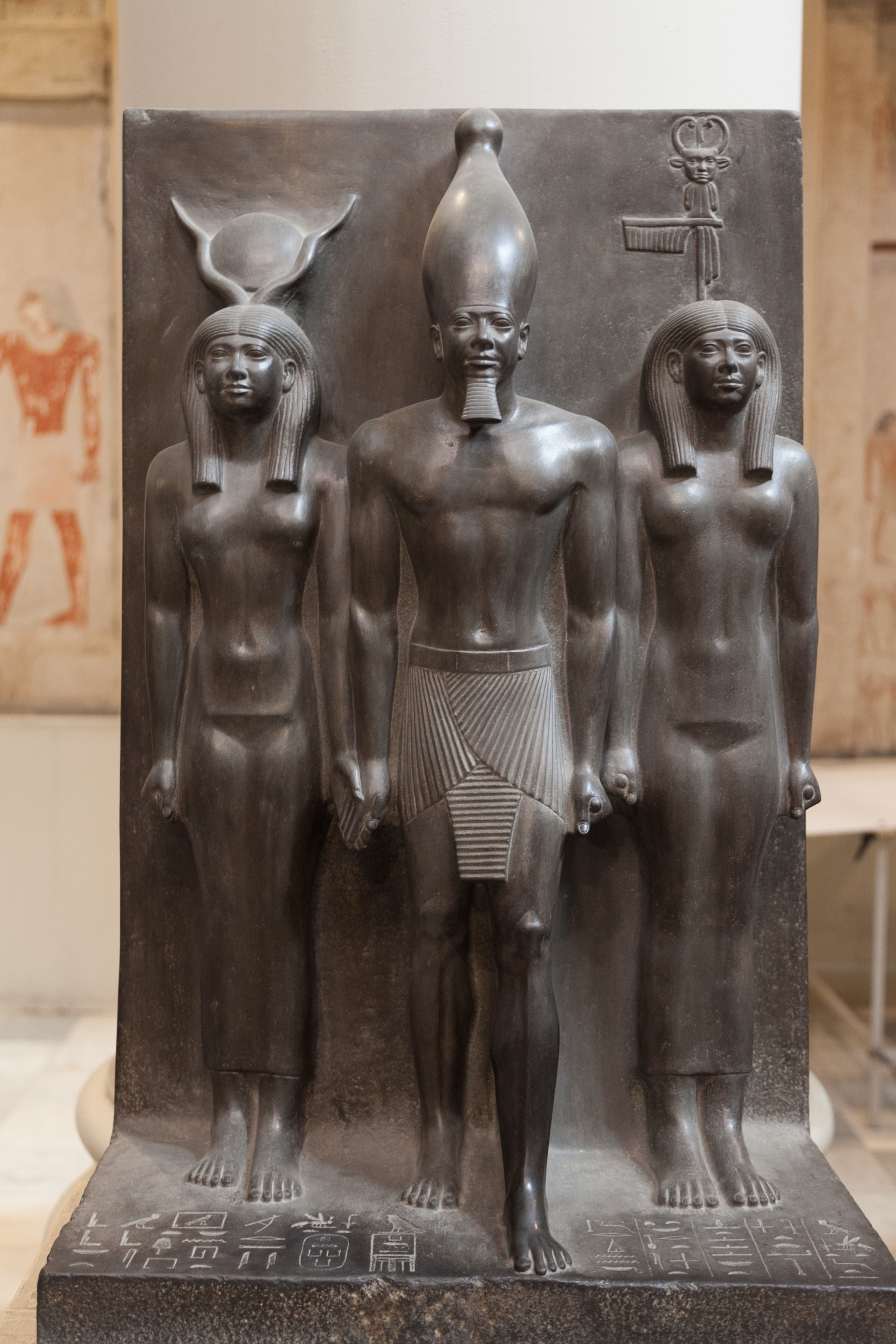
Menkaura samen met Hathor en een Nome-godin (rechts) Egyptisch Museum
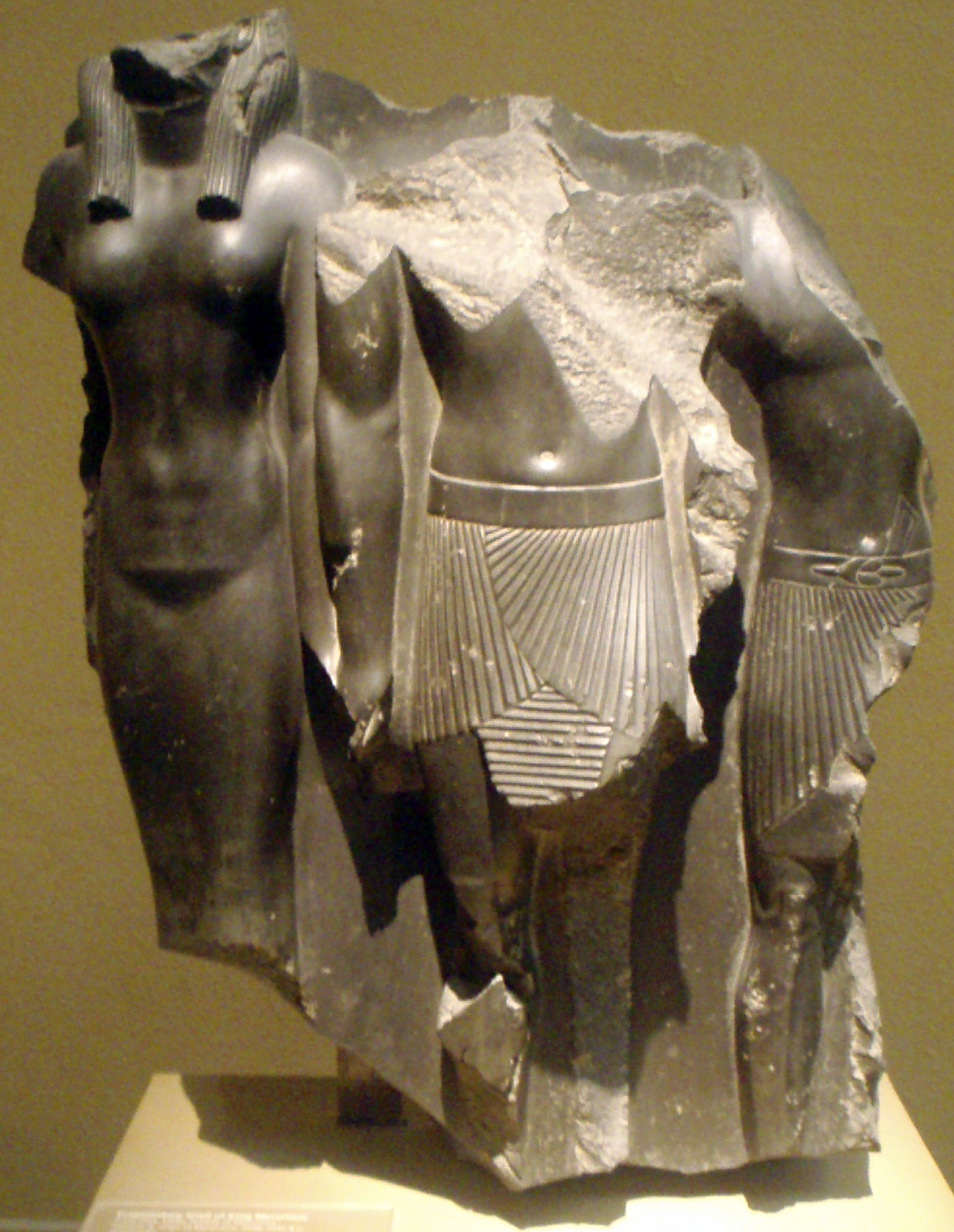
Menkaoera samen met Hathor en een mannelijke Nome-god (rechts) (ca. 2548-2530 v. Chr.) MFA Boston
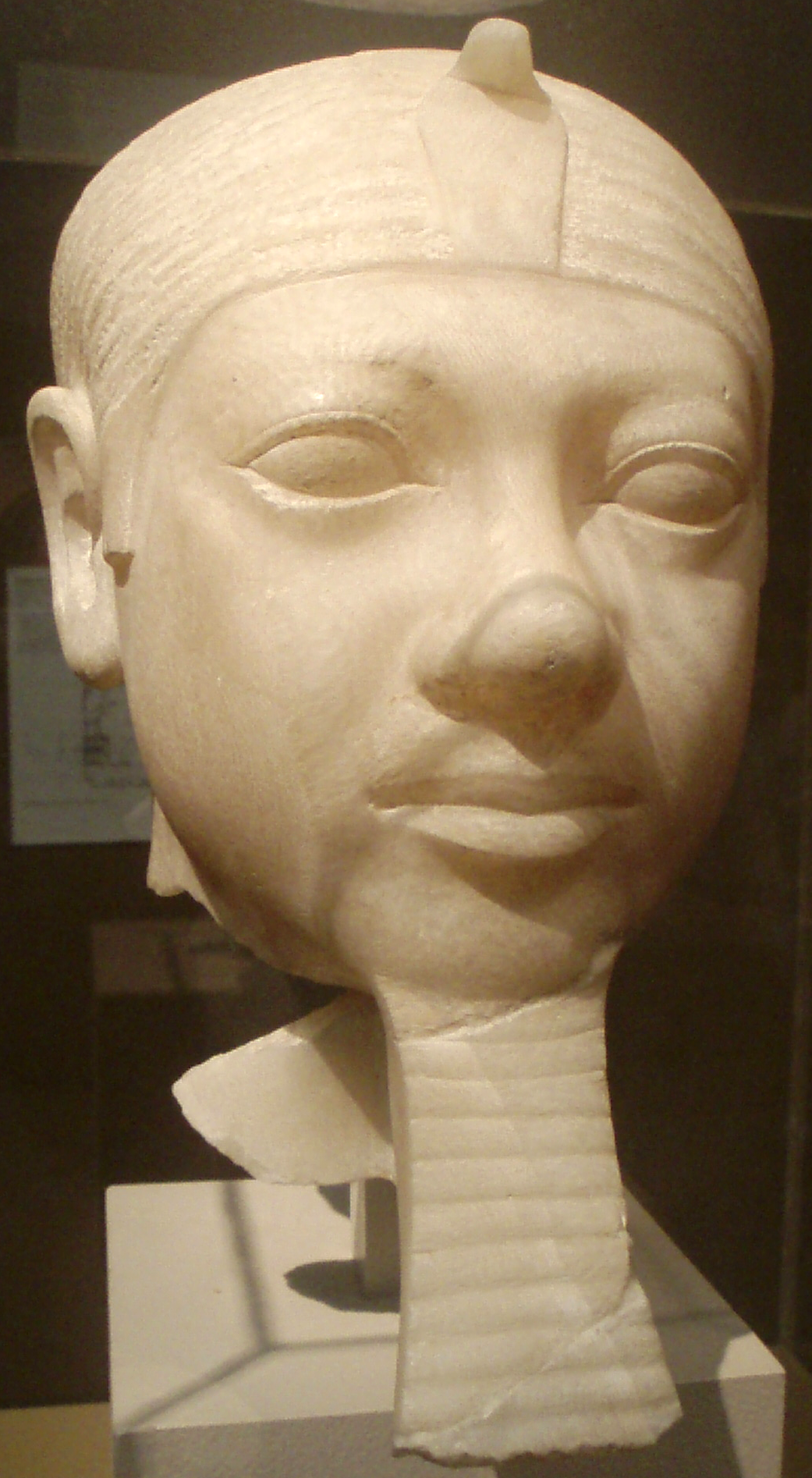
Hoofd van een beeld van farao Menkaoera (ca. 2548-2530 v. Chr.) MFA Boston
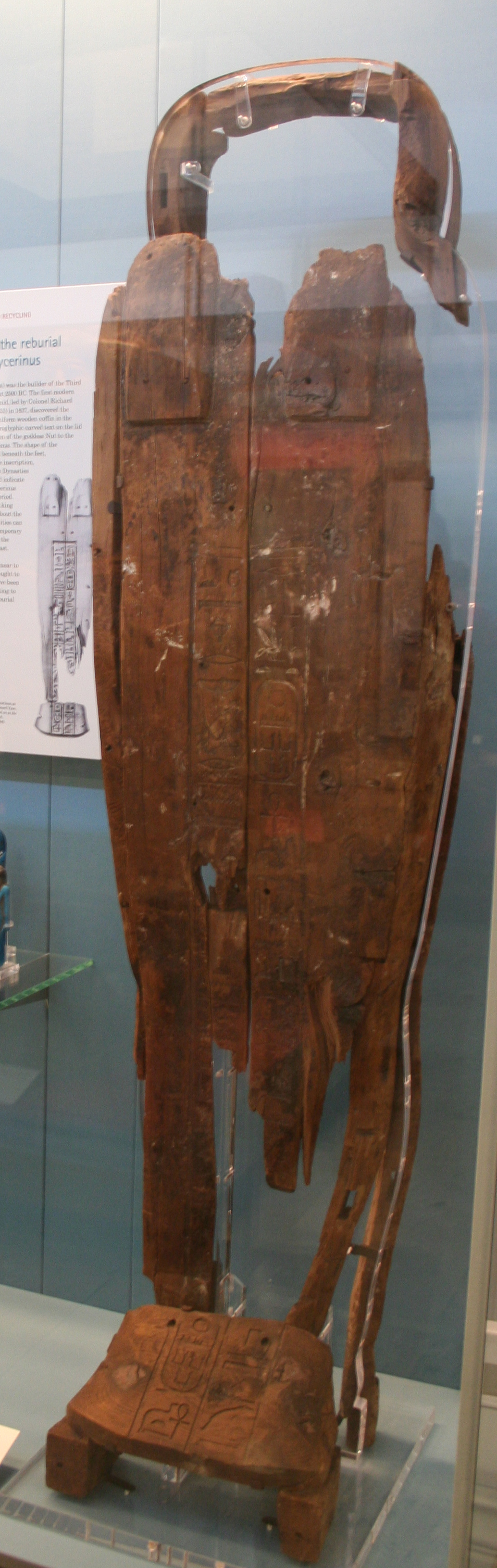
Sarcofaag van hout uit de piramide van Menkaoera British Museum
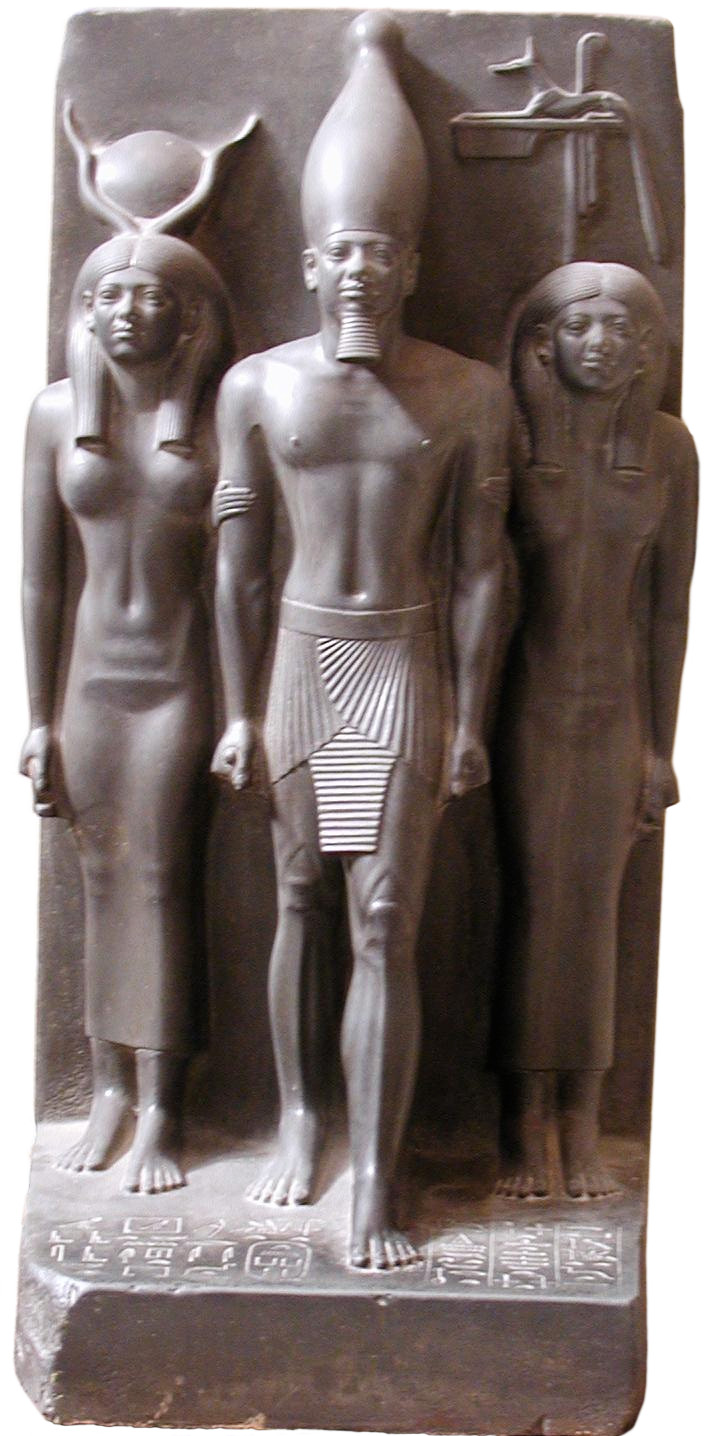
Beeld van farao Menkaoera met Hathor en godin Egyptisch Museum